# James Demouchette
James Demouchette (* 20. Mai 1955 in Bexar County, Texas; † 22. September 1992 in Huntsville, Texas) war ein US-amerikanischer Krimineller und dreifacher Mörder, der 1992 hingerichtet wurde.

## Ereignisse
Am 17. Oktober 1976 überfiel er zusammen mit seinem Bruder nach Ladenschluss eine Pizza-Hut-Filiale in Houston. Er erschoss dabei den 19-jährigen stellvertretenden Manager Scott Sorrell und dessen 20-jährigen Mitbewohner Robert White. Der 18-jährige Manager Geoff Hambrick wurde in den Kopf getroffen, überlebte jedoch seine Verletzung und konnte als Zeuge gegen die Brüder aussagen. Nur einen Tag nach dem Verbrechen gestand der Bruder von James Demouchette seine und die Täterschaft seines Bruders. James Demouchette war bereits 1974 wegen Einbruchs und Diebstahls zu einer Haftstrafe verurteilt worden und war keine drei Monate vor den Morden entlassen worden.
Während sein Bruder zu einer lebenslangen Freiheitsstrafe verurteilt wurde, erhielt James 1977 die Todesstrafe. 1981 hob das texanische Berufungsgericht das Urteil wegen eines Verfahrensfehlers auf, da Demouchette vor seiner psychologischen Überprüfung nicht auf sein Recht zu Schweigen aufmerksam gemacht worden war. Er wurde jedoch nach einer erneuten Verhandlung im April 1983 wieder zum Tode verurteilt.
Am 2. August 1983 erstach er im Todestrakt von Texas den 42-jährigen, wegen Mordes verurteilten Johnny Swift. Er wurde für dieses Verbrechen zu einer lebenslangen Haftstrafe verurteilt. Bis zu seiner Hinrichtung galt er als gefährlichster Häftling im Todestrakt. Laut Gefängnisakten verletzte er drei Wärter und drei Mithäftlinge, zudem setzte er zweimal seine Zelle in Brand. Im September 1992 wurde er in der Huntsville Unit mit der Giftspritze hingerichtet.